# Treeplank

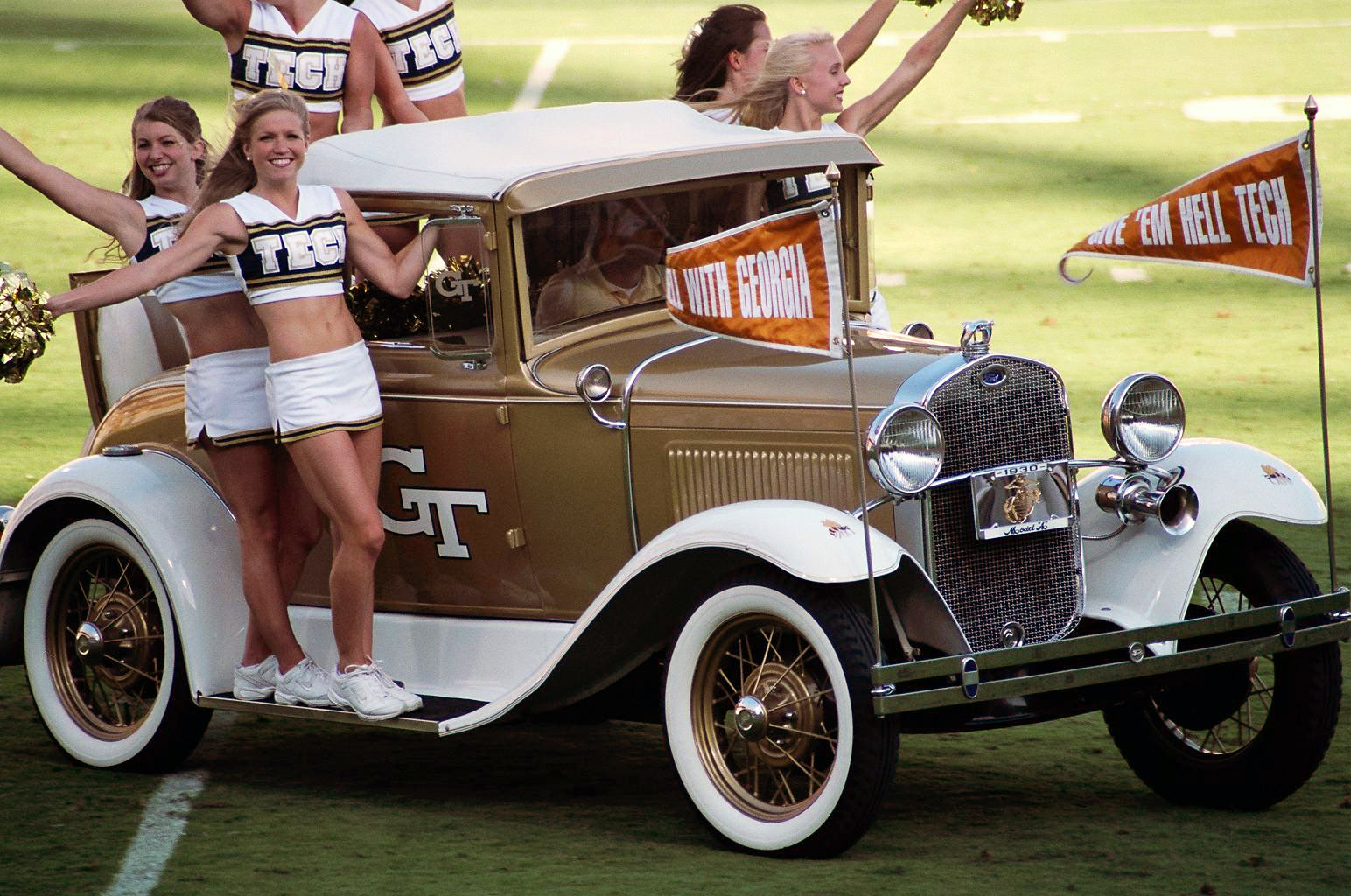
Cheerleaders op de treeplank van een Ford Model A.

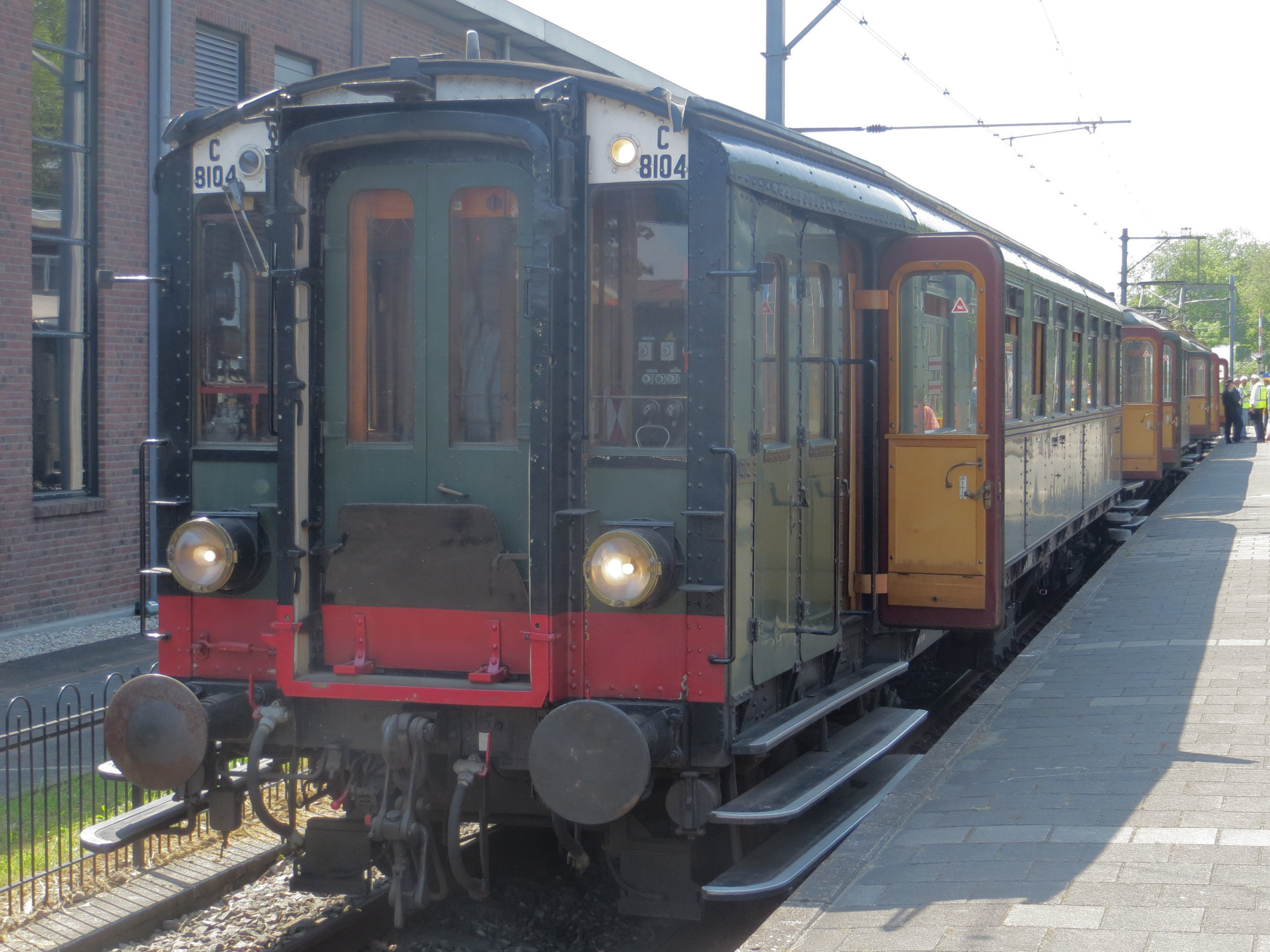
Treeplanken bij een elektrische trein uit de jaren 1920 (Mat '24)

Een treeplank is een smalle, niet uitklapbare trap gemonteerd aan de zijkanten van een voertuig. Deze helpt bij het instappen van grotere voertuigen, zoals bij onder meer SUV's, pick-ups en spoorwegrijtuigen.

## Auto's
De treeplank komt bij auto's voornamelijk voor bij oldtimers, aangezien deze meer bodemvrijheid hebben dan moderne wagens. De treeplank zorgt voor een hogere luchtweerstand en daardoor ook een hoger brandstofverbruik.
Bij veel oude modellen werd op de treeplank ruimte gereserveerd voor een jerrycan met reservebrandstof. Een aantal incidenten heeft ertoe geleid dat verschillende autofabrikanten op 3 april 1934 een akkoord sloten om het vervoer van jerrycans aan de buitenkant van het voertuig in verband met de verkeersveiligheid uit te bannen.

## Spoor- en tramwegmaterieel
Bij rijtuigen voor spoor- en tramwegen zijn vaak treeplanken aangebracht om het hoogteverschil tussen het perron en de instapdeuren te overbruggen, of om het horizontale gat tussen de tram of trein en het perron op te vullen.